# Au bout de l'enquête, la fin du crime parfait ?
Au bout de l'enquête, la fin du crime parfait ?, est une émission de télévision française diffusée sur France 2 depuis le 13 février 2021. Elle est présentée par Marie Drucker, en collaboration avec le professeur de criminologie Alain Bauer.
Chaque épisode se consacre à une affaire criminelle française qui a connu un rebondissement, plusieurs années après le début de l'enquête.

## Production et organisation
L'émission est produite par Enibas productions.

### Présentation
Elle est présentée par Marie Drucker, en collaboration avec le professeur de criminologie Alain Bauer.
Il n'y a pas de voix off. L'histoire est racontée par les protagonistes de l'affaire : proche de la victime, journaliste ayant couvert l'affaire, avocat des parties, ou encore enquêteur. 

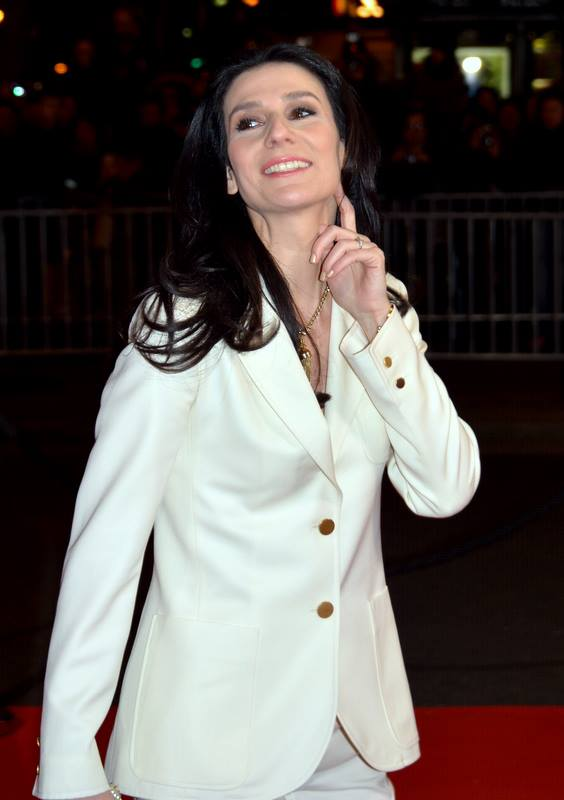
Marie Drucker
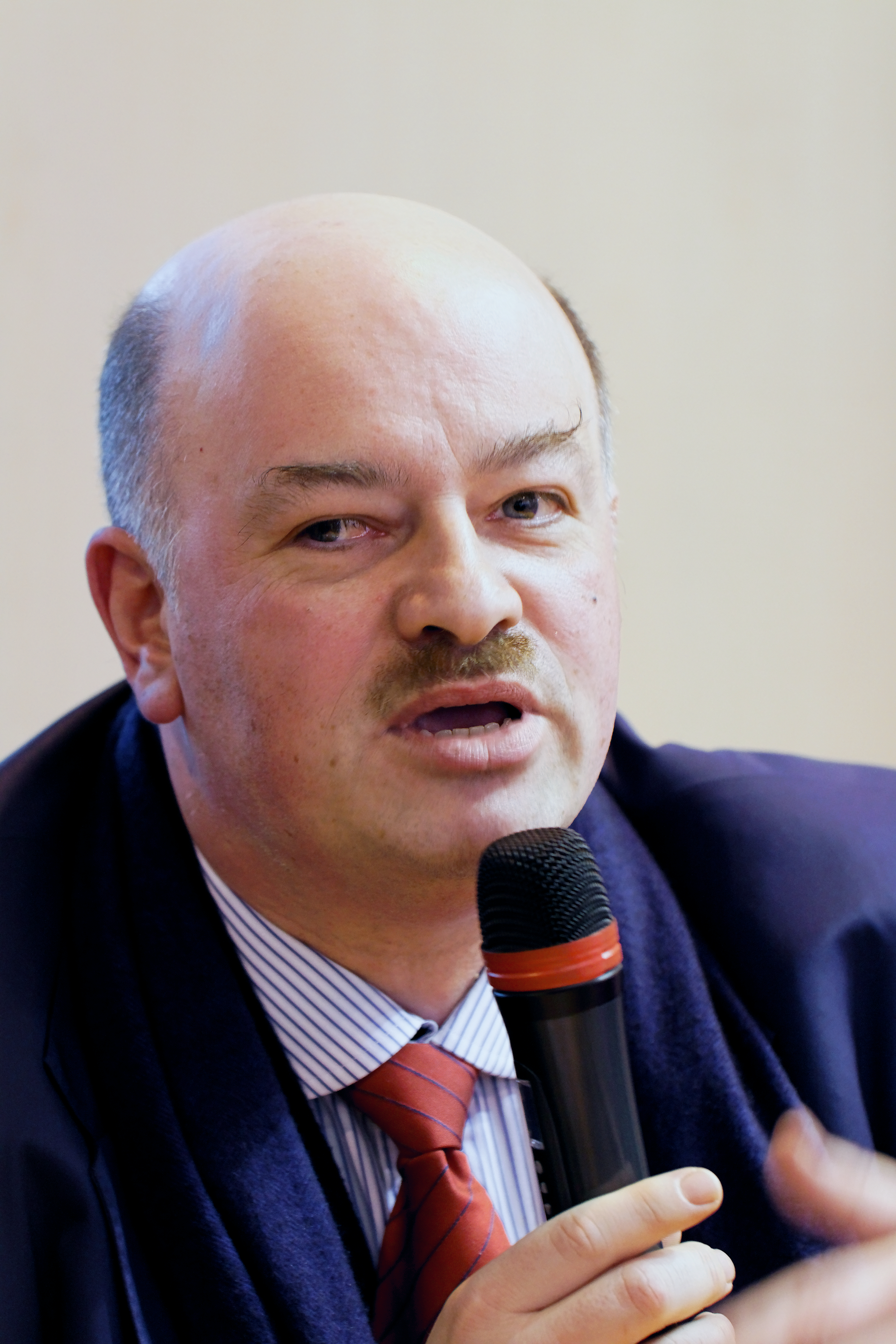
Alain Bauer

## Principe
Le programme s'intéresse aux « cold-case », c'est-à-dire des affaires non élucidées ou classées sans suite et qui ont connu un rebondissement des années après le début de l'enquête,,,.
Dans un entretien accordé à Télé-Loisirs, Marie Drucker décrit l'émission en ces mots : « Nous retraçons des affaires qui ont déconcerté les enquêteurs pendant des années, qui se sont embourbés fautes de preuves, de témoignages. Mais ces dossiers ont rebondi à un moment donné, parce que la science a beaucoup évolué des années plus tard, mais aussi grâce à la volonté et la détermination de familles et d’enquêteurs. ».

## Épisodes
Des informations sont mentionnées dans la colonne « Détails et informations supplémentaires sur l'affaire », sauf si l'article correspondant existe.

### 1resaison
| Épisode | Affaire                                                              | Détails et informations supplémentaires sur l'affaire | Date de première diffusion | Réf.             |
| ------- | -------------------------------------------------------------------- | --- | -------------------------- | ---------------- |
| 1       | Affaire Chantal Chillou de Saint-Albert                              | Le 1er août 2001, Chantal de Chillou, 55 ans, prend le train depuis Marseille, vers les Hautes-Alpes pour se rendre à un entretien. Elle rate une correspondance à Valence, où elle doit passer la nuit. Le lendemain, elle est retrouvée morte près de la Drôme.                                          | 13 février 2021            | ,                |
| 2       | La disparition de la famille Méchinaud                               | | 20 février 2021            | [ 9 ]            |
| 3       | Affaire Martine Escadeillas                                          | | 20 février 2021            | [ 9 ]            |
| 4       | Affaire Marguerite Lagrave, qui pouvait en vouloir à mamie bonbons ? | Dans la nuit du 11 au 12 novembre 2001 à Eysus, Marguerite « Margot » Lagrave, 78 ans, est égorgée chez elle par Daniel Trey avec la complicité de son ex-épouse Karine Barboure. | 27 février 2021            | [réf. souhaitée] |
| 5       | Affaire Virginie Bluzet                                              | Le 7 février 1997 à Beaune, Virginie Bluzet, 21 ans disparait. Le 17 mars 1997 à Verdun-sur-le-Doubs, son corps est retrouvé menotté et bâillonné dans la Saône. | 6 mars 2021                | [ 10 ]           |
| 6       | Affaire Katell Berrehouc                                             | Le 11 mai 1995 à Auvers-sur-Oise, Katell Berrehouc, 19 ans, est étranglée chez ses parents. | 6 mars 2021                | [réf. souhaitée] |
| 7       | Affaire Marine Boisseranc                                            | | 13 mars 2021               | [réf. souhaitée] |
| 8       | Affaire Dieterich, 20 ans pour arrêter le meurtrier                  | Le 5 juillet 1994, à Cravanche à Bois-Joli, Stéphane Dieterich, 24 ans, étudiant, est poignardé de onze coups de couteaux par son ami Christophe Blind. | 20 mars 2021               | [réf. souhaitée] |
| 9       | Affaire Isabelle Laville, sur la piste de deux tueurs en série       | Le 11 décembre 1987 à Auxerre, Isabelle Laville, 17 ans, lycéenne, est enlevée par Michel Fourniret avec la complicité de son épouse. En juillet 2006 à Bussy-en-Othe, son corps est retrouvé au fond d'un puits comblé.                                                                                   | 27 mars 2021               | [réf. souhaitée] |
| 10      | Disparition de Madeleine McCann                                      | | 3 avril 2021               | [réf. souhaitée] |
| 11      | L'affaire Jonathan Coulom : la fin du mystère, 17 ans après          | | 10 avril 2021              | [réf. souhaitée] |
| 12      | Affaire Mohamed Abdelhadi                                            | Le 9 décembre 2001 à Villefranche-sur-Saône, Mohamed Abdelhadi, 27 ans, disparait. En 2016, à la suite d'une dénonciation, ses meurtriers (un père et ses deux fils connaissances de la victime) sont arrêtés et passent aux aveux. Mais ils sont remis en liberté en raison de la prescription des faits. | 17 avril 2021              | ,                |
| 13      | L'affaire Stéphanie Fauviaux                                         | Le 24 mai 1995 au 5e étage du 52 rue Faidherbe à Lille, Stéphanie Fauviaux, 18 ans, étudiante en 1re année de DEUG de mathématiques et sciences sociales est étranglée dans la baignoire de l'appartement qu'elle partage avec une amie Karine Dupont, par Lylian Legrand futur beau-frère de Karine.      | 24 avril 2021              | [ 13 ]           |
| 14      | L'affaire Marcel Barbeault, la traque du « tueur de l'ombre »        | | 1er mai 2021               | [réf. souhaitée] |
| 15      | Affaire Brigitte Dewèvre dite de « Bruay-en-Artois » (1re partie)    | | 8 mai 2021                 | [réf. souhaitée] |
| 16      | Affaire Brigitte Dewèvre dite de « Bruay-en-Artois » (2e partie)     | | 8 mai 2021                 | [réf. souhaitée] |
| 17      | Affaire Sylvie Baton                                                 | Le 5 mai 1989 à Avallon, Sylvie Baton, 24 ans, est violée et étouffée dans sa baignoire par le tueur en série allemand Ulrich Muenstermann. | 15 mai 2021                | [réf. souhaitée] |
| 18      | L'affaire Sylvain Alloard, piège mortel                              | | 22 mai 2021                | [réf. souhaitée] |
| 19      | L'affaire Caroline Dickinson, meurtre à l'auberge de jeunesse        | | 29 mai 2021                | [réf. souhaitée] |
| 20      | L'affaire Évelyne Boucher : la vérité 20 ans après                   | | 12 juin 2021               | [réf. souhaitée] |
| 21      | L'affaire Manuela Gonzalez-Cano : la veuve noire de l'Isère          | | 19 juin 2021               | [réf. souhaitée] |

### 2esaison
| Épisode | Affaire                                                                   | Détails et informations supplémentaires sur l'affaire | Date de première diffusion | Réf.             |
| ------- | ------------------------------------------------------------------------- | --- | -------------------------- | ---------------- |
| 1       | Affaire Alain Lamare, le tueur fou de l'Oise                              | | 28 août 2021               | [réf. souhaitée] |
| 2       | Affaire Anaïs Guillaume, meurtre à la ferme                               | | 4 septembre 2021           | [réf. souhaitée] |
| 3       | Affaire Agnès Le Roux, tragédie sur la Côte d'Azur                        | | 11 septembre 2021          | [réf. souhaitée] |
| 4       | Affaire Patrick Henry, l'enfant, le meurtrier et la peine de mort         | | 18 septembre 2021          | [réf. souhaitée] |
| 5       | Affaire Michel Lambin, un berger au-dessus de tout soupçon                | | 25 septembre 2021          | [réf. souhaitée] |
| 6       | Affaire Yvan Keller, le plus grand tueur en série français ?              | | 2 octobre 2021             | [réf. souhaitée] |
| 7       | Affaire Leprince, jalousie meurtrière                                     | | 9 octobre 2021             | [réf. souhaitée] |
| 8       | Affaire Flactif, la preuve par le sang                                    | | 16 octobre 2021            | [réf. souhaitée] |
| 9       | Affaire Simone Weber, la diabolique de Nancy                              | | 30 octobre 2021            | [réf. souhaitée] |
| 10      | Affaire Spaggiari, les derniers secrets du casse du siècle                | | 6 novembre 2021            | [réf. souhaitée] |
| 11      | Affaire Omar Raddad, le coupable idéal                                    | | 13 novembre 2021           | [réf. souhaitée] |
| 12      | Affaire Bernadette Bissonnet, le mari, le vicomte et le jardinier         | Le 11 mars 2008 à Castelnau-le-Lez, Bernadette Bissonnet est abattue dans sa maison par son jardinier Méziane Belkacem, commandité par son époux Jean-Michel, avec la complicité du vicomte Amaury d'Harcourt.                         | 27 novembre 2021           | [réf. souhaitée] |
| 13      | Affaire Bernard Pesquet, un crime peut en cacher un autre                 | | 4 décembre 2021            | [réf. souhaitée] |
| 14      | Affaire Poncé Gaudissard, double meurtre au village                       | | 8 janvier 2022             | [réf. souhaitée] |
| 15      | Affaire Olivier Cappelaere, poison, viager et vieilles dentelles          | Jacqueline Imbert 92 ans meurt empoisonnée à l'atropine. Le 7 avril 2015 à Cannes, Olivier Cappélaere tente d'empoisonner à l'atropine Suzanne Bailly et son voisin Gabriel Marino.                                                    | 15 janvier 2022            | [réf. souhaitée] |
| 16      | Affaire Stranieri, le tueur aux petites annonces                          | | 22 janvier 2022            | [réf. souhaitée] |
| 17      | Affaire du Grêlé, le tueur en série identifié 35 ans après ! (1re partie) | | 29 janvier 2022            | [réf. souhaitée] |
| 18      | Affaire du Grêlé, le tueur en série identifié 35 ans après ! (2e partie)  | | 29 janvier 2022            | [réf. souhaitée] |
| 19      | Affaire Jacques Rançon, le tueur de la gare de Perpignan                  | | 12 février 2022            | [réf. souhaitée] |
| 20      | Tuerie dans la maison de vacances                                         | Monfort (Gers), 20 mai 1999, Artie et Marianne Van Hulst et Johan et Dorothea Nieuwenhuis, 2 couples de néerlandais, sont torturés et assassinés chez eux par Kamel Ben Salah, employé par les Van Hulst pour des travaux de peinture. | 5 mars 2022                | [réf. souhaitée] |
| 21      | Affaire Valérie Subra, pièges mortels à domicile                          | | 12 mars 2022               | [réf. souhaitée] |
| 22      | Les disparus de Mourmelon                                                 | | 26 mars 2022               | [réf. souhaitée] |
| 23      | Affaire Thierry Paulin, le tueur et les vieilles dames                    | | 2 avril 2022               | [réf. souhaitée] |
| 24      | Affaire Troadec, massacre pour un trésor imaginaire                       | | 9 avril 2022               | [réf. souhaitée] |
| 25      | Affaire du baron Empain, la rançon ou la vie                              | | 16 avril 2022              | [réf. souhaitée] |
| 26      | Affaire Patrick Isoird, piège machiavélique                               | | 23 avril 2022              | [réf. souhaitée] |
| 27      | Affaire Éric Bruyas, quadruple meurtre en famille                         | | 30 avril 2022              | [réf. souhaitée] |
| 28      | Le tueur à la cordelette                                                  | | 7 mai 2022                 | [réf. souhaitée] |
| 29      | Les plus grands faits divers des années 70                                | Compilation de trois précédents épisodes abrégés, sur les affaires Patrick Henry, Alain Lamare et Albert Spaggiari. | 21 mai 2022                | [réf. souhaitée] |
| 30      | Les crimes les plus machiavéliques                                        | Compilation de trois précédents épisodes abrégés, sur les affaires Simone Weber, Flactif et Olivier Cappelaere. | 28 mai 2022                | [réf. souhaitée] |
| 31      | Des crimes élucidés des années après                                      | Compilation de deux précédents épisodes abrégés, sur les affaires François Vérove et Jacques Rançon. | 4 juin 2022                | [réf. souhaitée] |

### 3esaison
| Épisode | Affaire                                                                    | Détails et informations supplémentaires sur l'affaire | Date de première diffusion | Réf.             |
| ------- | -------------------------------------------------------------------------- | --- | -------------------------- | ---------------- |
| 1       | Affaire Richard Alessandri, le mystère de la chambre à coucher             | Edwige Alessandri est condamnée le 20 février 2009 à 10 ans de réclusion criminelle pour le meurtre de son mari. Elle bénéficie d'une libération conditionnelle à partir du 29 octobre 2010. | 3 septembre 2022           | [réf. souhaitée] |
| 2       | Affaire Philippe Gletty, qui a tué le patron ?                             | | 10 septembre 2022          | [réf. souhaitée] |
| 3       | Affaire Patrick Dils, l'adolescent et le tueur en série (1re partie)       | | 17 septembre 2022          | [réf. souhaitée] |
| 4       | Affaire Patrick Dils, l'adolescent et le tueur en série (2e partie)        | | 17 septembre 2022          | [réf. souhaitée] |
| 5       | Affaire Farid Ouzzane, un cadavre dans la valise                           | En juin 2011 à Paris Farid Ouzzane, 55 ans, proxénète, est assommé d'un coup de chandelier à la tête et étranglé avec un câble par Laïla « Sabrina » Id Yassine avec la complicité d'Élodie Le Toullec dans le « salon de massage » où elles se prostituent. Elles ligotent son corps et le mettent dans une valise lestée d'haltères. Pierrick, père d'Élodie, la jette dans la rade de Lorient. En décembre 2016, à la cour d'assises de Vannes, Laïla « Sabrina » Id Yassine est condamnée à 12 ans de réclusion criminelle, Élodie Le Toullec à 6 ans et Pierrick Le Toullec à 1 an avec sursis. Le 13 novembre 2018, à la cour d'assises de Saint-Brieuc, la condamnation de Laïla « Sabrina » Id Yassine est confirmée en appel. | 24 septembre 2022          | [réf. souhaitée] |
| 6       | Affaire Ranucci, la petite fille, le condamné à mort et le pull-over rouge | | 1er octobre 2022           | [réf. souhaitée] |
| 7       | Affaire Turquin, l'enfant de la discorde                                   | | 8 octobre 2022             | [réf. souhaitée] |
| 8       | Affaire Patrice Alègre, l'assassin et la rumeur                            | | 15 octobre 2022            | [réf. souhaitée] |
| 9       | Affaire Jean-Yves Morel, un gendre un peu trop idéal                       | | 29 octobre 2022            | [réf. souhaitée] |
| 10      | Affaire Bourdin-Fasquel, l'équipée meurtrière                              | | 12 novembre 2022           | [réf. souhaitée] |
| 11      | Affaire Yves Dandonneau, l'homme qui était un autre                        | | 19 novembre 2022           | [réf. souhaitée] |
| 12      | Affaire Patrick Tissier, la petite fille et l'ami de la famille            | | 3 décembre 2022            | [réf. souhaitée] |
| 13      | Affaire Élodie Kulik, au nom de sa fille                                   | | 7 janvier 2023             | [réf. souhaitée] |
| 14      | Affaire Henri-Jean Jacomet, le gendre qu’on n'aimait pas                   | Le 12 juillet 1988 à Huos, Fernando Rodrigues-Nunes, né le 5 mai 1956, tue son épouse Joëlle Soubie (née le 16 septembre 1957), dans leur maison, ainsi que sa belle-sœur Fabienne Jacomet (née Soubie le 19 juillet 1967), à coups de sabre et de hache, avant de se suicider d'un coup de fusil. Henri-Jean Jacomet employé de la Cellulose d'Aquitaine à Saint-Gaudens, époux de Fabienne, ayant découvert le massacre, est accusé, incarcéré, puis innocenté en 1995. | 14 janvier 2023            | [réf. souhaitée] |
| 15      | Affaire Roberto Succo, l'homme qui tuait au hasard                         | | 21 janvier 2023            | [réf. souhaitée] |
| 16      | Affaire Le Couviour, la haine en héritage                                  | Le 9 avril 2009 à Grand-Champ, Anne-Marie Le Couviour seconde épouse d'Eugène est étouffée par Wenceslas Lecerf et Guénolé Madé lors du cambriolage commandité par leur belle-fille Josiane, par l'intermédiaire de Loïc Dugué son jardinier. | 28 janvier 2023            | [réf. souhaitée] |
| 17      | Affaire Fiona, calvaire à huis clos                                        | | 4 février 2023             | [réf. souhaitée] |
| 18      | Mathilde Croguennec, danse macabre                                         | | 18 février 2023            | [réf. souhaitée] |
| 19      | Affaire Rodica Negroiu, beauté empoisonnée                                 | | 4 mars 2023                | [réf. souhaitée] |
| 20      | Affaire Moitoiret, errance macabre                                         | | 25 mars 2023               | [réf. souhaitée] |
| 21      | Affaire Yoni Palmier, hasards meurtriers                                   | | 1er avril 2023             | [réf. souhaitée] |
| 22      | Affaire Rouxel, meurtres en famille                                        | Le 20 février 2016 à La Bastide-Clairence, Pascal Rouxel, 54 ans, et son épouse Ewa, 55 ans, sont abattus dans leur maison, par leur fils Kevin lors de son 23e anniversaire en présence de sa femme Sofiya et de son frère Yann, 27 ans, autiste Asperger. | 8 avril 2023               | [réf. souhaitée] |
| 23      | Affaire Aurélien Pioger, le mystère des vignes                             | En octobre 2008 à Saint-Lambert-du-Lattay, Aurélien Pioger, vendangeur saisonnier, est tué et pendu par ses collègues. | 15 avril 2023              | [réf. souhaitée] |
| 24      | Affaire Sarrasin-Doyonnas, les assassins du Minitel rose                   | | 13 mai 2023                | [réf. souhaitée] |
| 25      | Affaire Eva Bourseau, Breaking Bad à Toulouse                              | Le 3 août 2015 à Toulouse, Éva Bourseau, 23 ans, est tuée dans son appartement par Taha Mrani Alaoui et Zakariya Banouni. | 20 mai 2023                | [réf. souhaitée] |
| 26      | Affaire Rédoine Faïd, serial braqueur                                      | | 27 mai 2023                | [réf. souhaitée] |
| 27      | Affaire de Vaux-le-Pénil, les disparus, le cabanon et l'assassin           | Le 16 septembre 1995 à Vaux-le-Pénil, Donald Davila, 34 ans, sa conjointe Stéphanie Sané, 21 ans, et leurs 2 enfants sont tués chez eux par Edgar Boulai. | 3 juin 2023                | [réf. souhaitée] |
| 28      | Meurtres en famille                                                        | Compilation de deux précédents épisodes abrégés, sur les affaires Le Couviour et Rouxel. | 17 juin 2023               | [réf. souhaitée] |
| 29      | Accusés à tort                                                             | Compilation de deux précédents épisodes abrégés, sur les affaires Patrick Dils et Henri-Jean Jacomet. | 26 juin 2023               | [réf. souhaitée] |

### 4esaison
| Épisode | Affaire                                                                             | Détails et informations supplémentaires sur l'affaire | Date de première diffusion | Réf.             |
| ------- | ----------------------------------------------------------------------------------- | --- | -------------------------- | ---------------- |
| 1       | Affaire Jean-Pierre Treiber, les disparues et le garde-chasse                       | | 2 septembre 2023           | [réf. souhaitée] |
| 2       | Affaire Mihaela Miloiu, l'inconnue de la cascade                                    | En novembre 2015, Mihaela Miloiu, 18 ans prostituée roumaine à Lausanne est tuée par Alexandre Verdure, agent de sécurité en Suisse, habitant Mouthe. Il camoufle le corps défiguré dans la forêt du Frasnois. Condamné en décembre 2020 à 20 ans de réclusion par la cour d'assises de Besançon. En septembre 2021, sa peine est alourdie en appel à 30 ans par la cour d'assises de Lons-le-Saunier. | 9 septembre 2023           | [réf. souhaitée] |
| 3       | Affaire Nordahl Lelandais, la petite fille, le caporal et le meurtrier (1re partie) | | 16 septembre 2023          | [réf. souhaitée] |
| 4       | Affaire Nordahl Lelandais, la petite fille, le caporal et le meurtrier (2e partie)  | | 16 septembre 2023          | [réf. souhaitée] |
| 5       | Affaire Pierre Conty, les hippies tueurs                                            | | 30 septembre 2023          | [réf. souhaitée] |
| 6       | Quand l'assassin est une femme                                                      | Compilation de deux précédents épisodes abrégés, sur les affaires Alessandri et Rodica Negroiu. | 7 octobre 2023             | [réf. souhaitée] |
| 7       | Affaire Michel Guibal, obsession                                                    | Perpignan, le 18 mars 1991, Anne-Marie Roudil, femme au foyer, est immolée sous les yeux de ses enfants en sortant de son ascenseur par Michel Guibal. Condamné en 1994 à la réclusion criminelle à perpétuité, il est libéré le 5 janvier 2013. | 14 octobre 2023            | [réf. souhaitée] |
| 8       | Affaire Jacqueline Sauvage, légitime défense                                        | | 21 octobre 2023            | [réf. souhaitée] |
| 9       | Affaire Sylvie Reviriego, l'amie qui voulait du mal                                 | | 28 octobre 2023            | [réf. souhaitée] |
| 10      | Affaire Jean-Claude Romand, mensonges à mort                                        | | 11 novembre 2023           |                  |
| 11      | Affaire Jacques Viguier, l'ombre d'un doute                                         | | 18 novembre 2023           |                  |
| 12      | Affaire Roland Cazaux                                                               | Entre 1985 et 2002, entre Arcachon et Hossegor, Roland Cazaux a fait pas moins de 36 victimes, uniquement des femmes seules attaquées dans leur sommeil après toujours les mêmes actes préparatoires : observation des lieux, ouverture de serrure sans effraction et coupure du compteur électrique. Ces crimes n’ont pas été reliés entre eux avant qu’un gendarme de Dax s’en empare et en fasse un défi personnel. La longue traque de ce prédateur sexuel que l’on surnommait « le Chat » aboutira à l’arrestation d’un père de famille insoupçonnable et insoupçonné. | 25 novembre 2023           |                  |
| 13      | Affaire Zawadzki                                                                    | | 2 décembre 2023            |                  |
| 14      | Affaire Typhaine Taton                                                              | | 9 décembre 2023            |                  |
| 15      | Affaire Jamila Belkacem                                                             | | 16 décembre 2023           |                  |
| 16      | Affaire Tommy Recco, de sang froid                                                  | | 6 janvier 2024             |                  |
| 17      | Affaire Agnès Marin, un loup dans la bergerie                                       | | 13 janvier 2024            |                  |
| 18      | Affaire Alexandre Junca, l'adolescent martyr                                        | | 20 janvier 2024            |                  |
| 19      | Affaire Jourdain, le carnaval de l'horreur                                          | | 27 janvier 2024            |                  |
| 20      | Affaire Darcy, l'amour à mort                                                       | Le 26 février 2012, à Saint-Lambert-des-Bois sur un parking forestier, Sylvie Darcy 48 ans, informaticienne, est tuée par son mari François. Il incendie leur voiture dans laquelle elle est assise et se tire dessus pour faire croire à une agression. Il est condamné le 22 septembre 2016 par la cour d'assises de Versailles à 30 ans de réclusion. Le 3 juillet 2018 en appel, ses 30 ans de réclusion sont alourdis de 20 ans de sûreté par la cour d'assises de Nanterre.                                                                                           | 17 février 2024            |                  |
| 21      | Affaire Céline Jourdan, la petite fille, l'indien et le tatoué                      | | 2 mars 2024                |                  |
| 22      | Affaire Georges Pouille, la vérité 22 ans après                                     | | 6 avril 2024               |                  |
| 23      | Affaire Louis Poirson, colères meurtrières                                          | | 13 avril 2024              |                  |
| 24      | Affaire Claude Lastennet, le gout du sang                                           | | 20 avril 2024              |                  |
| 25      | Affaire Daniel Malgouyres, meurtre au paradis                                       | Le 5 octobre 2017, à Servian dans le jardin de Saint-Adrien, un des deux cambrioleurs est abattu par Daniel Malgouyres, le propriétaire qui plaide la légitime défense. C'est lui qui a organisé ce cambriolage pour effrayer son épouse, avec qui il est en instance de divorce, et ainsi la spolier de leur fortune. Fin 2021, la cour d'assises de l'Hérault le condamne à 18 ans de réclusion. En appel, sa peine peine est réduite à 15 ans. | 27 avril 2024              |                  |
| 26      | Affaire Pierre Bodein, Pierrot le fou                                               | | 4 mai 2024                 |                  |
| 27      | Affaire Patricia Bouchon, jogging mortel                                            | Le 14 février 2011 à Bouloc, Patricia Bouchon, 49 ans, secrétaire d'un cabinet d'avocats, est frappée et étranglée par Laurent Dejean. En juillet 2021, en appel à la cour d'assises d'Albi, il est condamné à 20 ans de réclusion. | 11 mai 2024                |                  |
| 28      | Affaire Milivoj Milosavljević, le tueur et la policière                             | En 1977 dans le 10e arrondissement de Paris, une jeune femme est tuée dans son parking souterrain, puis une autre. | 18 mai 2024                |                  |
| 29      | Vengeances de femmes                                                                | Compilation de deux précédents épisodes abrégés, sur les affaires Jacqueline Sauvage et Sylvie Reviriego. | 1er juin 2024              |                  |
| 30      | Mensonges criminels                                                                 | Compilation de deux précédents épisodes abrégés, sur les affaires Jean-Claude Romand et Typhaine Taton. | 15 juin 2024               |                  |
| 31      | Quand la science résout les crimes                                                  | Compilation de deux précédents épisodes abrégés, sur les affaires Maëlys et Alexandre Junca. | 22 juin 2024               |                  |

### 5esaison
| Épisode | Affaire                                                             | Détails et informations supplémentaires sur l'affaire | Date de première diffusion | Réf. |
| ------- | ------------------------------------------------------------------- | --- | -------------------------- | ---- |
| 1       | L'affaire des disparus de Mirepoix : liaison fatale                 | Le 30 novembre 2017 dans le hameau de Rieufourcant à Bélesta, Christophe Orsaz, 47 ans, est tué à coups de barres de fer par Jean-Paul Vidal et Marie-José Montesinos et glissé dans une fosse septique. Sa fille Célia, 18 ans, qui a assisté à la scène est emmenée en voiture dans une forêt, abattue par Jean-Paul Vidal et enterrée. Le 24 novembre 2023, ils sont condamnés par la cour d'assises de Foix à 30 ans de réclusion. | 21 septembre 2024          |      |
| 2       | L'affaire Sid Ahmed Rezala : un train d'enfer                       | | 21 septembre 2024          |      |
| 3       | L'affaire Guy Georges : le tueur de l'est parisien (1re partie)     | | 28 septembre 2024          |      |
| 4       | L'affaire Guy Georges : le tueur de l'est parisien (2e partie)      | | 28 septembre 2024          |      |
| 5       | L'affaire Denis Waxin, le prédateur et les petites filles           | | 5 octobre 2024             |      |
| 6       | L'affaire Maëva Rousseau                                            | Dans le Val-d'Oise, dans la nuit du 7 au 8 avril 2012, Maëva Rousseau, 23 ans, est tuée à coups de batte de baseball par Alain Berruet. Il est condamné le 19 juin 2015 à 20 ans de réclusion criminelle. Son ex-épouse Henda Naceur est condamnée à 2 ans de prison avec sursis pour complicité de destruction de preuve. | 5 octobre 2024             |      |
| 7       | L'affaire Grégory Villemin : le calvaire de la Vologne (1re partie) | | 12 octobre 2024            |      |
| 8       | L'affaire Grégory Villemin : le calvaire de la Vologne (2e partie)  | | 12 octobre 2024            |      |
| 9       | Affaire Edith Scaravetti, une tragédie conjugale                    | | 19 octobre 2024            |      |
| 10      | Affaire Muriel Reigada, enlèvement fatal                            | Le 3 décembre 2004, Muriel Reigada, une mère de famille sans histoire, est enlevée à La Chapelle-Saint-Mesmin, dans le Loiret. Son corps est retrouvé moins d'un mois plus tard, enterré dans le jardin d'un ancien collègue de travail. | 26 octobre 2024            |      |
| 11      | Affaire Adeline Piet, la disparue de la côte d'Émeraude             | En juillet 2006 à La Gouesnière, Adeline Piet, mère de sept enfants, est tuée par Benoît, son mari. Il enterre son corps dans le jardin et, plus tard, le brûle dans le barbecue. | 2 novembre 2024            |      |
| 12      | Affaire Estelle Mouzin, le combat d'un père                         | | 9 novembre 2024            |      |
| 13      | Affaire Marie-Claire Chevalier, le procès de l'avortement           | | 9 novembre 2024            |      |
| 14      | Affaire Bruno Joushomme, la place du mort                           | | 16 novembre 2024           |      |
| 15      | Affaire Cons-Boutboul, mortels secrets de famille                   | | 16 novembre 2024           |      |
| 16      | Affaire Willy Van Coppernolle, criminel en col blanc                | | 23 novembre 2024           |      |
| 17      | Affaire Francis Leroy, le tueur de la pleine lune                   | | 14 décembre 2024           |      |
| 18      | Affaire des époux Saint-Aubert, les maçons de l'horreur             | En avril 2008, à Argeliers, Jocelyne, 59 ans, et Jean-Pierre Saint-Aubert, 62 ans, retraités sont séquestrés et assassinés par Jean-Barthélémy « Modeste » Rathqueber et Fouad Sellam, maçons qu'ils employaient. | 14 décembre 2024           |      |
| 19      | Affaire Véronique Lardé, la veuve noire du Nord                     | Le 9 novembre 2011, derrière un muret du Warry Copse Cemetery, cimetière militaire britannique, un jardinier trouve le corps nu, en position fœtale, de Frédéric Butanowicz, chauffeur routier de 36 ans. Il a été empoisonné par son ex-épouse : Véronique Lardé. | 4 janvier 2025             |      |
| 20      | Affaire Jean-Paul Leconte, le tueur de la Somme                     | | 4 janvier 2025             |      |
| 21      | Affaire Dino Scala, le violeur de la Sambre (1re partie)            | | 11 janvier 2025            |      |
| 22      | Affaire Dino Scala, le violeur de la Sambre (2e partie)             | | 11 janvier 2025            |      |
| 23      | Affaire Luc Tangorre, la force du déni (1re partie)                 | | 18 janvier 2025            |      |
| 24      | Affaire Luc Tangorre, la force du déni (2e partie)                  | | 18 janvier 2025            |      |
| 25      | Affaire Sophie Le Tan, piège mortel                                 | | 25 janvier 2025            |      |
| 26      | Affaire Carole Prin, meurtre sur grand écran                        | | 25 janvier 2025            |      |
| 27      | Meurtre par procuration                                             | Compilation de deux précédents épisodes abrégés, sur les affaires des disparus de Mirepoix et Cons-Boutboul. | 1er février 2025           |      |
| 28      | Affaire Lionel Cardon, ennemi public n°1 (1re partie)               | | 15 février 2025            |      |
| 29      | Affaire Lionel Cardon, ennemi public n°1 (2e partie)                | | 15 février 2025            |      |
| 30      | Best of 2                                                           | Compilation de deux précédents épisodes abrégés, sur les affaires Bruno Joushomme et Adeline Piet. | 22 février 2025            |      |
| 31      | Affaire Susanna Zetterberg, le taxi prédateur de la nuit            | | 1er mars 2025              |      |
| 32      | Affaire Albert Millet, le sanglier des Maures                       | | 1er mars 2025              |      |
| 33      | Affaire Delphine Boulay, terreur au camp scout                      | En août 1988, Delphine Boulay, 10 ans, disparait alors qu'elle participait à un camp de scouts dans le Calvados. Son corps est retrouvé à une vingtaine de kilomètres du camp, le 6 septembre. Gérard Lebourg, 29 ans, est placé en garde à vue et finit par faire des aveux complets. | 5 avril 2025               |      |
| 34      | Affaire Odile Touche, le voyeur assassin                            | En 2007, Odile Touche, une mère de famille sans histoire, est violée et assassinée chez elle. La découverte de son journal intime livre des éléments essentiels. | 26 avril 2025              |      |
| 35      | Affaire Albert Foulcher, la vengeance dans la peau                  | En 1993, Albert Foulcher, un assureur, est accusé d'avoir assassiné André Meffray, un ancien confrère. Après avoir nié les faits durant ses gardes à vue et sa détention provisoire, il est remis en liberté avant son jugement et prend la fuite. Il est condamné à la réclusion criminelle à perpétuité par contumace. | 26 avril 2025              |      |
| 36      | Affaire Sophie Berkmans, l'ongle de la vérité                       | En 2002, c'est la psychose à Valenciennes : une jeune rhumatologue est retrouvée assassinée dans son cabinet. Quelques jours plus tard, une autre jeune femme est retrouvée morte non loin de là, tuée d'une manière similaire. L'enquête va s'enliser pour finalement aboutir, grâce à un ongle du meurtrier retrouvé sur une scène de crime.                                                                                         | 3 mai 2025                 |      |
| 37      | Affaire Bruno Llambrich, le prédateur des bois                      | Il aura fallu pas moins de 24 ans à la police pour identifier un violeur en série au mode opératoire parfaitement rodé : il enlevait en pleine ville des jeunes femmes qu'il conduisait ensuite dans la forêt pour les agresser. C'est l'utilisation, pour la première fois en France, de la généalogie génétique, qui permettra finalement son arrestation.                                                                           | 3 mai 2025                 |      |
| 38      | Affaire Frédéric Guittard, manipulation meurtrière                  | Au Mans, en juin 2015, Frédéric Guittard, un quinquagénaire, ancien directeur commercial d'un fabricant de rillettes, est tué par balle. | 10 mai 2025                |      |
| 39      | Affaire Romain Barré, adolescence meurtrière                        | Quartier Viarme, à Nantes, la nuit du 28 septembre 2016. Endormi au volant de sa voiture, Romain Barré, agent immobilier, est attaqué par deux jeunes qui en veulent à sa Peugeot 207. | 10 mai 2025                |      |
| 40      | Affaire Mohamed Merah, 10 jours de terreur (1re partie)             | Au mois de mars 2012, une série de tueries sème la terreur dans la région de Toulouse. | 17 mai 2025                |      |
| 41      | Affaire Mohamed Merah, 10 jours de terreur (2e partie)              | Au mois de mars 2012, une série de tueries sème la terreur dans la région de Toulouse. | 17 mai 2025                |      |
| 42      | Affaire Christine Malèvre, l'ange de la mort                        | Entre février 1997 et mai 1998, Christine Malèvre est accusée d'avoir euthanasié six patients, admis durant cette période au service de neuro-pneumologie de l'hôpital où elle exerçait. | 24 mai 2025                |      |
| 43      | Affaire Audrey Jouannet, un cri dans la nuit                        | Audrey Jouannet, une étudiante en journalisme de 24 ans, a été assassinée en 2005 à Soisy-sur-Seine. Le concierge de son immeuble, Jean-Luc Cayez, l'a séquestrée, violée et tuée. Il a été condamné à la réclusion criminelle à perpétuité avec une période de sûreté de 22 ans. | 31 mai 2025                |      |
| 44      | Affaire Valentin Marcone, la traque                                 | En mai 2021, Valentin Marcone a abattu son patron et un collègue à la scierie des Plantiers, dans les Cévennes. Après une traque de quatre jours, il s'est rendu. | 14 juin 2025               |      |
| 45      | Affaire Didier Tallineau, itinéraire d'un criminel en série         | Entre 1989 et 1999, Didier Tallineau a tué deux femmes et tenté d'en tuer une autre. | 14 juin 2025               |      |
| 46      | Affaire Jacques Maire, le caïd insaisissable                        | Soupçonné dans les disparitions d'Odile Busset en 1983 et de Sandrine Ferry en 1985, ainsi que dans le meurtre de Nelly Haderer en 1987 dans la région de Dombasle-sur-Meurthe, Jacques Maire a été condamné en 2004 et acquitté en 2008. Il est resté le principal suspect jusqu'à sa mort en 2018. | 21 juin 2025               |      |
| 47      | Affaire Jean-Baptiste Rambla, le crime en héritage                  | En 1974, à Marseille, alors qu'il n'est qu'un enfant, Jean-Baptiste Rambla a été le témoin de l'enlèvement de sa soeur Marie-Dolorès, retrouvée ensuite poignardée. Le coupable, Christian Ranucci, est condamné à la peine de mort et exécuté. Trente ans plus tard, Rambla est lui-même accusé de deux meurtres et emprisonné. | 21 juin 2025               |      |
| 48      | Affaire Anaïs Joas, l'enfant martyre                                | Le 4 mai 2018, à Pringy, en Seine-et-Marne, deux individus cagoulés pénètrent à 0h30 dans l’épicerie de Jean-Paul Joas et y lancent deux cocktails molotov. Anaïs, la fille de 7 ans du commerçant, est grièvement brûlée. Après plusieurs mois d’enquête sans résultat, un témoin anonyme indique à la police judiciaire que le commanditaire est le gérant d’une épicerie voisine.                                                   | 28 juin 2025               |      |
| 49      | Affaire Issei Sagawa, le cannibale japonais                         | Le 11 juin 1981, Issei Sagawa, un étudiant japonais, attire Renée Hartevelt, une étudiante néerlandaise, dans son studio dans le 16e arrondissement de Paris. Il la tue d’un coup de carabine puis, après l’avoir violée, se livre sur son corps à des actes de cannibalisme. | 28 juin 2025               |      |

## Diffusion et audiences
L'émission est diffusée sur France 2, depuis le 13 février 2021. Un épisode dure environ 52 min.
| Saison | Épisode | Jour et horaire de diffusion             | Nombre de téléspectateurs | Part de marché (sur les 4 ans et plus) | Réf.       |
| ------ | ------- | ---------------------------------------- | ------------------------- | -------------------------------------- | ---------- |
| 1      | 1       | Samedi 13 février 2021 (14:00 - 14:52)   | 1 100 000                 | 8,9 %                                  | [ 14 ]     |
| 1      | 2       | Samedi 20 février 2021 (14:00 - 14:52)   | 1 440 000                 | 12,8 %                                 | [ 15 ]     |
| 1      | 2       | Samedi 20 novembre 2021 (14:00 - 14:52)  | 1 570 000                 | 14,6 %                                 | [ 16 ]     |
| 1      | 3       | Samedi 20 février 2021 (14:55 - 15:47)   | Non connu.                | Non connu.                             | Non connu. |
| 1      | 4       | Samedi 27 février 2021 (14:00 - 14:52)   | 1 260 000                 | 11,3 %                                 | [ 17 ]     |
| 1      | 4       | Samedi 8 janvier 2022 (14:55 - 15:47)    | Non connu.                | Non connu.                             | Non connu. |
| 1      | 5       | Samedi 6 mars 2021 (14:00 - 14:52)       | 1 140 000                 | 10,3 %                                 | [ 18 ]     |
| 1      | 6       | Samedi 6 mars 2021 (14:55 - 15:47)       | Non connu.                | Non connu.                             | Non connu. |
| 1      | 7       | Samedi 13 mars 2021 (14:00 - 14:52)      | 1 200 000                 | 9,6 %                                  | [ 19 ]     |
| 1      | 8       | Samedi 20 mars 2021 (14:00 - 14:52)      | 1 100 000                 | 9,2 %                                  | [ 20 ]     |
| 1      | 9       | Samedi 27 mars 2021 (14:00 - 14:52)      | 1 080 000                 | 8,7 %                                  | [ 21 ]     |
| 1      | 10      | Samedi 3 avril 2021 (14:00 - 14:52)      | 1 120 000                 | 9,7 %                                  | [ 22 ]     |
| 1      | 11      | Samedi 10 avril 2021 (14:00 - 14:52)     | 1 280 000                 | 9,5 %                                  | [ 23 ]     |
| 1      | 12      | Samedi 17 avril 2021 (14:00 - 14:52)     | 1 280 000                 | 9,9 %                                  | [ 24 ]     |
| 1      | 13      | Samedi 24 avril 2021 (14:00 - 14:52)     | 1 320 000                 | 11,6 %                                 | [ 25 ]     |
| 1      | 14      | Samedi 1er mai 2021 (14:00 - 14:52)      | 1 430 000                 | 10,2 %                                 | [ 26 ]     |
| 1      | 14      | Samedi 11 décembre 2021 (14:00 - 14:52)  | 1 210 000                 | 10,4 %                                 | [ 27 ]     |
| 1      | 15      | Samedi 8 mai 2021 (14:00 - 14:52)        | 1 250 000                 | 12,1 %                                 | [ 28 ]     |
| 1      | 15      | Samedi 23 octobre 2021 (14:00 - 14:52)   | 1 270 000                 | 13 %                                   | [ 29 ]     |
| 1      | 16      | Samedi 8 mai 2021 (14:55 - 15:47)        | Non connu.                | Non connu.                             | Non connu. |
| 1      | 16      | Samedi 23 octobre 2021 (14:55 - 15:47)   | Non connu.                | Non connu.                             | Non connu. |
| 1      | 17      | Samedi 15 mai 2021 (14:00 - 14:52)       | 1 330 000                 | 11,5 %                                 | [ 30 ]     |
| 1      | 18      | Samedi 22 mai 2021 (14:00 - 14:52)       | 1 180 000                 | 11,1 %                                 | [ 31 ]     |
| 1      | 19      | Samedi 29 mai 2021 (14:00 - 14:52)       | 963 000                   | 10,3 %                                 | [ 32 ]     |
| 1      | 20      | Samedi 12 juin 2021 (14:00 - 14:52)      | Non connu.                | Non connu.                             | Non connu. |
| 1      | 21      | Samedi 19 juin 2021 (14:00 - 14:52)      | Non connu.                | Non connu.                             | Non connu. |
| 2      | 1       | Samedi 28 août 2021 (14:00 - 14:52)      | 1 340 000                 | 12,8 %                                 | [ 33 ]     |
| 2      | 2       | Samedi 4 septembre 2021 (14:00 - 14:52)  | 1 210 000                 | 12,4 %                                 | [ 34 ]     |
| 2      | 3       | Samedi 11 septembre 2021 (14:00 - 14:52) | 1 010 000                 | 10,0 %                                 | [ 35 ]     |
| 2      | 4       | Samedi 18 septembre 2021 (14:00 - 14:52) | 1 080 000                 | 10,9 %                                 | [ 36 ]     |
| 2      | 5       | Samedi 25 septembre 2021 (14:00 - 14:52) | 1 020 000                 | 10,3 %                                 | [ 37 ]     |
| 2      | 6       | Samedi 2 octobre 2021 (14:00 - 14:52)    | 1 090 000                 | 10,9 %                                 | [ 38 ]     |
| 2      | 7       | Samedi 9 octobre 2021 (14:00 - 14:52)    | 1 160 000                 | 11,6 %                                 | [ 39 ]     |
| 2      | 8       | Samedi 16 octobre 2021 (14:00 - 14:52)   | 1 110 000                 | 11,8 %                                 | [ 40 ]     |
| 2      | 9       | Samedi 30 octobre 2021 (14:00 - 14:52)   | 1 280 000                 | 12,0 %                                 | [ 41 ]     |
| 2      | 10      | Samedi 6 novembre 2021 (14:00 - 14:52)   | 1 210 000                 | 11,2 %                                 | [ 42 ]     |
| 2      | 11      | Samedi 13 novembre 2021 (14:00 - 14:52)  | 1 220 000                 | 11,0 %                                 | [ 43 ]     |
| 2      | 12      | Samedi 27 novembre 2021 (14:00 - 14:52)  | 1 210 000                 | 10,9 %                                 | [ 44 ]     |
| 2      | 13      | Samedi 4 décembre 2021 (14:00 - 14:52)   | 1 270 000                 | 10,4 %                                 | [ 45 ]     |
| 2      | 14      | Samedi 8 janvier 2022 (14:00 - 14:52)    | 1 300 000                 | 10,3 %                                 | [ 46 ]     |
| 2      | 15      | Samedi 15 janvier 2022 (14:00 - 14:52)   | 1 210 000                 | 11,1 %                                 | [ 47 ]     |
| 2      | 16      | Samedi 22 janvier 2022 (14:00 - 14:52)   | 1 280 000                 | 10,8 %                                 | [ 48 ]     |
| 2      | 17      | Samedi 29 janvier 2022 (14:00 - 14:52)   | 1 240 000                 | 10,9 %                                 | [ 49 ]     |
| 2      | 18      | Samedi 29 janvier 2022 (14:55 - 15:47)   | Non connu.                | Non connu.                             | Non connu. |
| 2      | 19      | Samedi 12 février 2022 (14:00 - 14:52)   | Non connu.                | Non connu.                             | Non connu. |
| 2      | 20      | Samedi 5 mars 2022 (14:00 - 14:52)       | 1 090 000                 | 9,9 %                                  | [ 50 ]     |
| 2      | 21      | Samedi 12 mars 2022 (14:00 - 14:52)      | 1 280 000                 | 11,6 %                                 | [ 51 ]     |
| 2      | 22      | Samedi 26 mars 2022 (14:00 - 14:52)      | 1 110 000                 | 11,7 %                                 | [ 52 ]     |
| 2      | 23      | Samedi 2 avril 2022 (14:00 - 14:52)      | 1 230 000                 | 10,6 %                                 | [ 53 ]     |
| 2      | 24      | Samedi 9 avril 2022 (14:00 - 14:52)      | 1 290 000                 | 12,4 %                                 | [ 54 ]     |
| 2      | 25      | Samedi 16 avril 2022 (14:00 - 14:52)     | 982 000                   | 11,7 %                                 | [ 55 ]     |
| 2      | 26      | Samedi 23 avril 2022 (14:00 - 14:52)     | 1 170 000                 | 10,4 %                                 | [ 56 ]     |
| 2      | 27      | Samedi 30 avril 2022 (14:00 - 14:52)     | 1 040 000                 | 10,9 %                                 | [ 57 ]     |
| 2      | 28      | Samedi 7 mai 2022 (14:00 - 14:52)        | 1 110 000                 | 12,0 %                                 | [ 58 ]     |
| 3      | 1       | Samedi 3 septembre 2022 (14:00 - 14:52)  | 1 260 000                 | 12,4 %                                 | [ 59 ]     |
| 3      | 2       | Samedi 10 septembre 2022 (14:00 - 14:52) | 1 200 000                 | 11,9 %                                 | [ 60 ]     |
| 3      | 3       | Samedi 17 septembre 2022 (14:00 - 14:52) | 1 220 000                 | 12,0 %                                 | [ 61 ]     |
| 3      | 4       | Samedi 17 septembre 2022 (14:55 - 15:47) | Non connu.                | Non connu.                             | Non connu. |
| 3      | 5       | Samedi 24 septembre 2022 (14:00 - 14:52) | 1 150 000                 | 11,6 %                                 | [ 62 ]     |
| 3      | 6       | Samedi 1er octobre 2022 (14:00 - 14:52)  | 1 230 000                 | 11,7 %                                 | [ 63 ]     |
| 3      | 7       | Samedi 8 octobre 2022 (14:00 - 14:52)    | 1 140 000                 | 11,4 %                                 | [ 64 ]     |
| 3      | 8       | Samedi 15 octobre 2022 (14:00 - 14:52)   | 1 400 000                 | 13,9 %                                 | [ 65 ]     |
| 3      |         | Samedi 29 octobre 2022 (14:00 - 14:52)   | 1 250 000                 | 13,0 %                                 | [ 66 ]     |
| 3      | 9       | Samedi 5 novembre 2022 (14:00 - 14:52)   | 1 250 000                 | 13,0 %                                 | [ 67 ]     |
| 3      |         | Samedi 12 novembre 2022 (14:00 - 14:52)  | 1 090 000                 | 10,8 %                                 | [ 68 ]     |
| 3      | 10      | Samedi 19 novembre 2022 (14:00 - 14:52)  | 1 180 000                 | 11,5 %                                 | [ 69 ]     |
| 3      | 11      | Samedi 26 novembre 2022 (14:00 - 14:52)  | 1 200 000                 | 11,2 %                                 | [ 70 ]     |
| 3      | 12      | Samedi 7 janvier 2023 (14:00 - 14:52)    | 1 070 000                 | 9,4 %                                  | [ 71 ]     |
| 3      | 13      | Samedi 14 janvier 2023 (14:00 - 14:52)   | 1 120 000                 | 10,2 %                                 | [ 72 ]     |
| 3      | 14      | Samedi 21 janvier 2023 (14:00 - 14:52)   | 1 440 000                 | 13,6 %                                 | [ 73 ]     |
| 3      | 15      | Samedi 28 janvier 2023 (14:00 - 14:52)   | 1 260 000                 | 11,4 %                                 | [ 72 ]     |
| 3      | 16      | Samedi 4 février 2023 (14:00 - 14:52)    | 1 140 000                 | 10,3 %                                 | [ 74 ]     |
| 3      | 17      | Samedi 4 mars 2023 (14:00 - 14:52)       | 1 390 000                 | 12,5 %                                 | [ 75 ]     |
| 3      | 18      | Samedi 8 avril 2023 (14:00 - 14:52)      | 1 270 000                 | 13,6 %                                 | [ 76 ]     |
| 3      | 19      | Samedi 15 avril 2023 (14:00 - 14:52)     | 1 300 000                 | 12,1 %                                 | [ 77 ]     |
| 4      | 1       | Samedi 2 septembre 2023 (14:00 - 14:52)  | 1 230 000                 | 13,8 %                                 | [ 78 ]     |
| 4      | 2       | Samedi 16 septembre 2023 (14:00 - 14:52) | 1 120 000                 | 12,3 %                                 |            |
| 4      | 3       | Samedi 21 octobre 2023 (14:00 - 14:52)   | 1 440 000                 | 15,0 %                                 |            |
| 4      | 4       | Samedi 2 décembre 2023 (14:00 - 14:52)   | 1 250 000                 | 12,4 %                                 | [ 79 ]     |
| 4      | 5       | Samedi 27 janvier 2024 (14:00 - 14:52)   | 1 170 000                 | 11,3 %                                 |            |
| 4      | 6       | Samedi 4 mai 2024 (14:00 - 14:52)        | 1 510 000                 | 15,0 %                                 |            |
| 5      | 11      | Samedi 2 novembre 2024                   | 1 330 000                 | 14,0 %                                 | [ 80 ]     |
| 5      | 12 & 13 | Samedi 9 novembre 2024                   | 1 140 000                 | 12,0 %                                 | [ 81 ]     |
| 5      | 14 & 15 | Samedi 16 novembre 2024                  | 1 490 000                 | 16,3 %                                 | [ 82 ]     |
| 5      |         | Samedi 30 novembre 2024                  | 1 130 000                 | 12,3 %                                 | [ 83 ]     |
| 5      | 17&18   | Samedi 14 décembre 2024                  | 1 340 000                 | 13,5 %                                 | [ 84 ]     |
| 5      | 21&22   | Samedi 11 janvier 2025                   | 1 230 000                 | 12,5 %                                 | [ 85 ]     |
| 5      | 23&24   | Samedi 18 janvier 2025                   | 1 270 000                 | 12,2 %                                 | [ 86 ]     |

Légende :
- plus hauts scores d'audiences
- plus bas scores d'audiences